# Skool Luv Affair
Albums de BTS
O!RUL8,2?
(2013) 2 Cool 4 Skool / O!RUL8,2?
(2014)
Singles
1. 상남자 (Boy in Luv)
Sortie : 12 février 2014
2. 하루만 (Just One Day)
Sortie : 6 avril 2014

Skool Luv Affair est le second mini-album du boys band sud-coréen BTS et est la troisième partie de leur « School Trilogy ». Il est sorti le 12 février 2014 avec le titre promotionnel, Boy in Luv. En avril, le groupe fait la promotion d'un autre titre de l'album, Just One Day. La réédition de l'album est sorti le 14 mai 2014.
Le 13 mars 2017, Boy In Luv est le quatrième clip du groupe à passer le cap des 100 millions de vues. Le 16 mai 2017, durant l'épisode 15 de « BTS GAYO » (diffusé sur le site V Live), le groupe a lui-même réalisé le clip vidéo de Spine Breaker dans un registre drôle et décalé.

## Liste des pistes

### Skool Luv Affair
| 1.    | Intro: Skool Luv Affair                    | Pdogg, Slow Rabbit, RM, Suga, J-Hope                   | Pdogg                    | 2:58 |
| 2.    | 상남자 (Boy in Luv)                        | Pdogg,"Hitman" Bang, RM, Suga, Supreme Boi             | Pdogg                    | 3:50 |
| 3.    | Skit: Soulmate                             |                                                        | Pdogg                    | 1:32 |
| 4.    | 어디에서 왔는지 (Where did You come from?) | Cream, RM, Suga, J-Hope                                | Layback Sound            | 4:00 |
| 5.    | 하루만 (Just One Day)                      | Pdogg, RM, Suga, J-Hope                                | Pdogg                    | 4:00 |
| 6.    | Tomorrow                                   | Suga, Slow Rabbit, RM, J-Hope                          | Suga, Slow Rabbit        | 4:22 |
| 7.    | BTS CYPHER PT.2:TRIPTYCH                   | Supreme Boi, RM, Suga, J-Hope                          | Supreme Boi              | 4:48 |
| 8.    | 등골브레이커 (Spine Breaker)               | Pdogg, OWO, RM, Suga, J-Hope, Slow Rabbit, Supreme Boi | Pdogg, OWO               | 4:51 |
| 9.    | Jump                                       | Suga, Pdogg, Supreme Boi, RM, J-Hope                   | Suga, Pdogg, Supreme Boi | 3:57 |
| 10.   | Outro:Propose                              | Slow Rabbit, Pdogg                                     | Slow Rabbit              | 2:03 |
| 32:29 |                                            |                                                        |                          |      |

### Skool Luv Affair Special Addition
Singles
1. Miss Right
Sortie : 14 mai 2014

| 1.    | Miss Right                                                    |                                                        | RM, Suga, J-Hope         | 4:01 |
| 2.    | 좋아요; Joayo (Like (Slow Jam Remix))                         | Slow Rabbit, RM, Suga, J-Hope                          | Slow Rabbit              | 3:52 |
| 3.    | Intro: Skool Luv Affair                                       | Pdogg, Slow Rabbit, RM, Suga, J-Hope                   | Pdogg                    | 2:58 |
| 4.    | 상남자; Sangnamja (Boy In Luv)                                | Pdogg, "Hitman" Bang, RM, Suga, Supreme Boi            | Pdogg                    | 3:50 |
| 5.    | Skit: Soulmate                                                |                                                        | Pdogg                    | 1:32 |
| 6.    | 어디에서 왔는지; Eodieseo wanneunji (Where Did You Come From) | CREAM, Hangyeol, RM, Suga, J-Hope                      | Layback Sound            | 4:00 |
| 7.    | 하루만; Haruman (Just One Day)                                | Pdogg, RM, Suga, J-Hope                                | Pdogg                    | 3:59 |
| 8.    | Tomorrow                                                      | Suga, Slow Rabbit, RM                                  | Suga, Slow Rabbit        | 4:21 |
| 9.    | BTS Cypher PT.2: Triptych                                     | Supreme Boi, RM, Suga, J-Hope, Slow Rabbit             | Supreme Boi              | 4:48 |
| 10.   | 등골브레이커; Deunggolbeureikeo (Spinebreaker)                | Pdogg, OWO, RM, Suga, J-Hope, Slow Rabbit, Supreme Boi | Pdogg, OWO               | 3:58 |
| 11.   | Jump                                                          | Suga, Pdogg, Supreme Boi, RM, J-Hope                   | Suga, Pdogg, Supreme Boi | 3:56 |
| 12.   | Outro: Propose                                                | Slow Rabbit, Pdogg                                     | Slow Rabbit              | 2:02 |
| 43:17 |                                                               |                                                        |                          |      |

## Classement

### Classements hebdomadaires
Skool Luv Affair
| Classement (2014)          | Meilleure position |
| -------------------------- | ------------------ |
| South Korean Albums (Gaon) | 1                  |
| US Billboard charts        | 3                  |

Skool Luv Affair Special Edition
| Classent (2014)            | Meilleure position |
| -------------------------- | ------------------ |
| South Korean Albums (Gaon) | 1                  |

### Classements mensuels
Skool Luv Affair
| Classement (avril 2014)    | Meilleure position |
| -------------------------- | ------------------ |
| South Korean Albums (Gaon) | 4                  |

Skool Luv Affair Special Addition
| Classement (mai 2014)      | Meilleure position |
| -------------------------- | ------------------ |
| South Korean Albums (Gaon) | 7                  |

### Classements annuels
| Album                            | Classement | Position |
| -------------------------------- | ---------- | -------- |
| Skool Luv Affair                 | Gaon       | 20       |
| Skool Luv Affair Special Edition | Gaon       | 98       |

## Ventes et certifications
| Album                             | Classement        | Ventes  |
| --------------------------------- | ----------------- | ------- |
| Skool Luv Affair                  | Corée du Sud Gaon | 374 100 |
| Skool Luv Affair Special Addition | Corée du Sud Gaon | 14 852  |

## Historique de sortie
| Pays         | Date                    | Format                       | Label                                     |
| ------------ | ----------------------- | ---------------------------- | ----------------------------------------- |
| Corée du Sud | 12 février 2014         | CD, téléchargement numérique | Big Hit Entertainment, LOEN Entertainment |
| Monde        | 12 février 2014         | Téléchargement numérique     | Big Hit Entertainment, LOEN Entertainment |
| Corée du Sud | 14 mai 2014 (Réédition) | CD, téléchargement numérique | Big Hit Entertainment, LOEN Entertainment |